# IRT Sixth Avenue Line

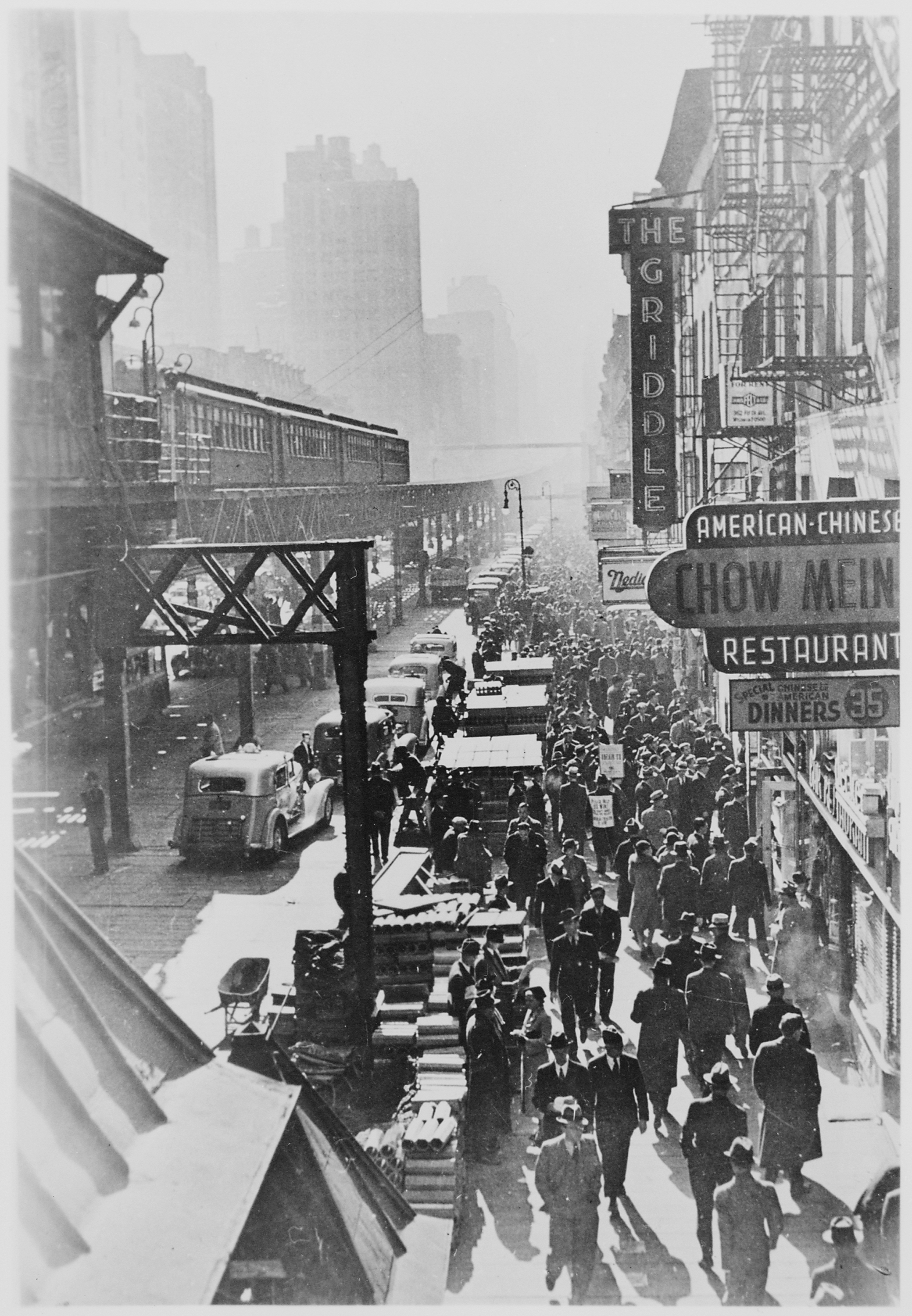
Vue du Sixth Avenue El au-dessus d'une rue bondée, vers 1940.

L'IRT Sixth Avenue Line ou Sixth Avenue Elevated (parfois abrégé en Sixth Avenue El) était une ligne de métro aérienne de l'arrondissement de Manhattan, à New York. Le projet initial de la ligne, qui fut la seconde plus vieille ligne de métro de Manhattan, fut développé par la Gilbert Elevated Railway Company, (devenue Metropolitan Elevated Railway) qui gérait également l'IRT Second Avenue Line, et qui fut rattachée à la Manhattan Railway Company le 20 mai 1879. Ce n'est que lorsque l'Interborough Rapid Transit Company (IRT) prit à bail le contrôle du réseau du Manhattan Railway le 1er avril 1903 que la ligne prit son nom définitif. Comme son nom l'indique, la ligne circulait en partie au-dessus de la Sixième Avenue, au sud de Central Park. Au nord, la ligne empruntait les mêmes voies que l'IRT Ninth Avenue Line. Alors que l'IRT était en proie à des difficultés financières dans les années 1930, la ligne fut utilisée pour la dernière fois le 4 décembre 1938.

## Histoire et tracé
La ligne fut construite pendant les années 1870 par la Gilbert Elevated Railway Company, qui fut par la suite réincorporée sous le nom de Metropolitan Elevated Railway. En date de juin 1878, son tracé partait du croisement de Rector Street et Trinity Place en suivant Church Street en direction du nord, puis tournait vers l'ouest le long de Murray Street avant de suivre West Broadway vers le nord, puis la 3e rue vers l'ouest jusqu'au pied de la Sixième Avenue que la ligne suivait jusqu'à la 59e rue. L'année suivante, le 20 mai 1879, le contrôle de la ligne fut transféré à la Manhattan Railway Company qui contrôlait également les autres lignes de métro aériennes de Manhattan. En 1881, sous l'influence de la nouvelle entité consolidée, le Six Avenue El fut raccordé à l'IRT Ninth Avenue Line qui venait d'être en grande partie reconstruite. Au sud, une liaison fut construite au niveau de Morris Street tandis qu'au nord, un raccordement fut ajouté au-dessus de la 53e rue.

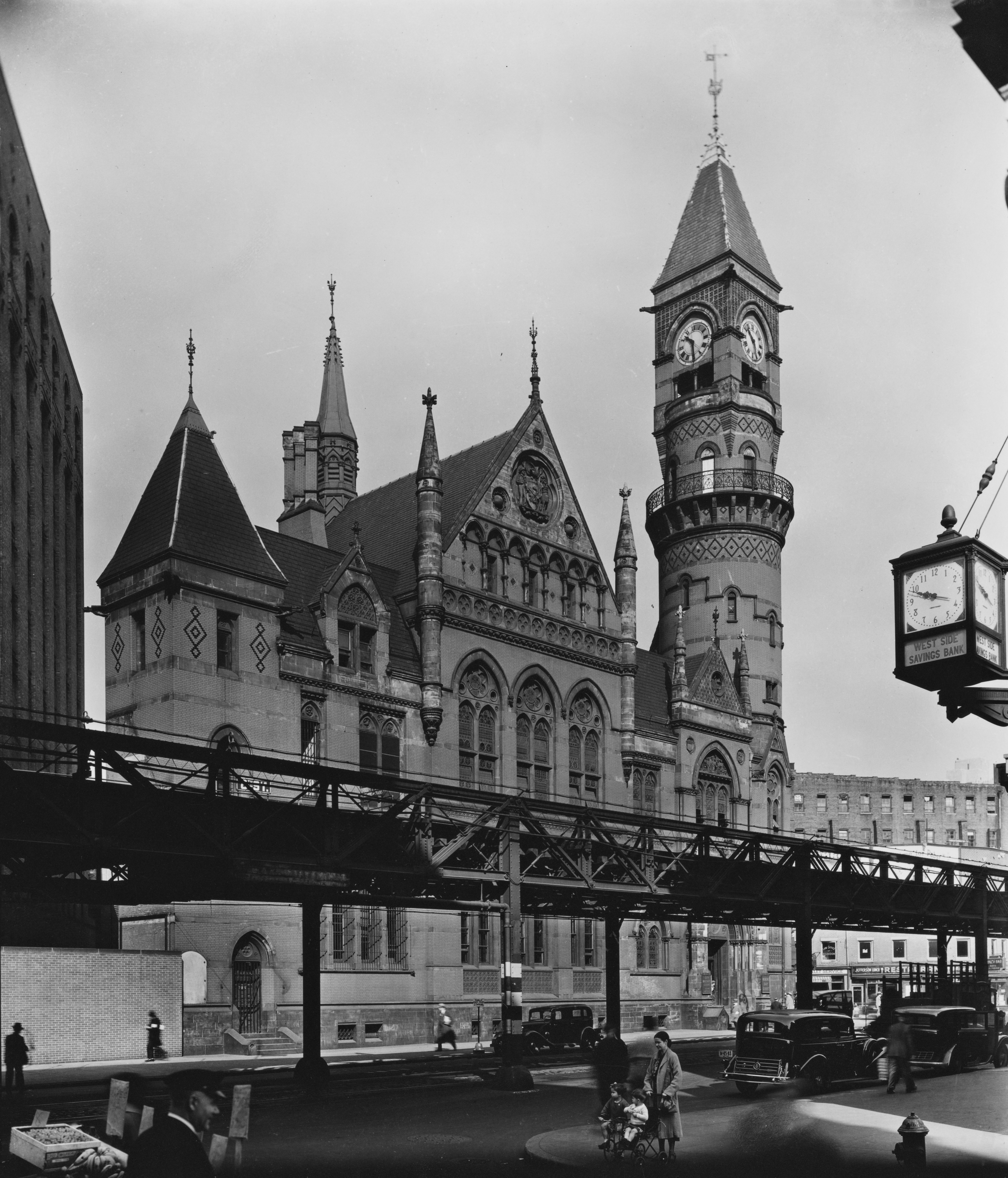
Le Sixth Avenue El dans le Greenwich Village.

En raison de sa localisation centrale dans Manhattan la ligne suscita l'intérêt de nombreux artistes, tout en étant le sujet de plusieurs peintures de John French Sloan, ou encore Francis Criss
Comme toutes les lignes de métro aériennes, le Sixth Avenue El fut très critiquée par ses riverains. Il était bruyant, faisait trembler les bâtiments, et répandait des cendres, de l'huile, ainsi que des débris. En fin de compte, une coalition de commerçants et de propriétaires immobiliers le long de la ligne fit pression pour que la ligne soit supprimée, en arguant qu'elle impactait négativement les affaires, et faisait baisser la valeur de l'immobilier. La ligne fut finalement fermée le 4 décembre 1938, sur fond de difficultés financières au niveau de l'IRT. Le démantèlement s'étala sur l'année 1939, faisait place à la construction d'une nouvelle ligne souterraine par la ville, l'IND Sixth Avenue Line entre 1936 et 1940. Les fondations de la ligne furent retrouvées au début des années 1990 pendant un projet de rénovation de la ligne souterraine

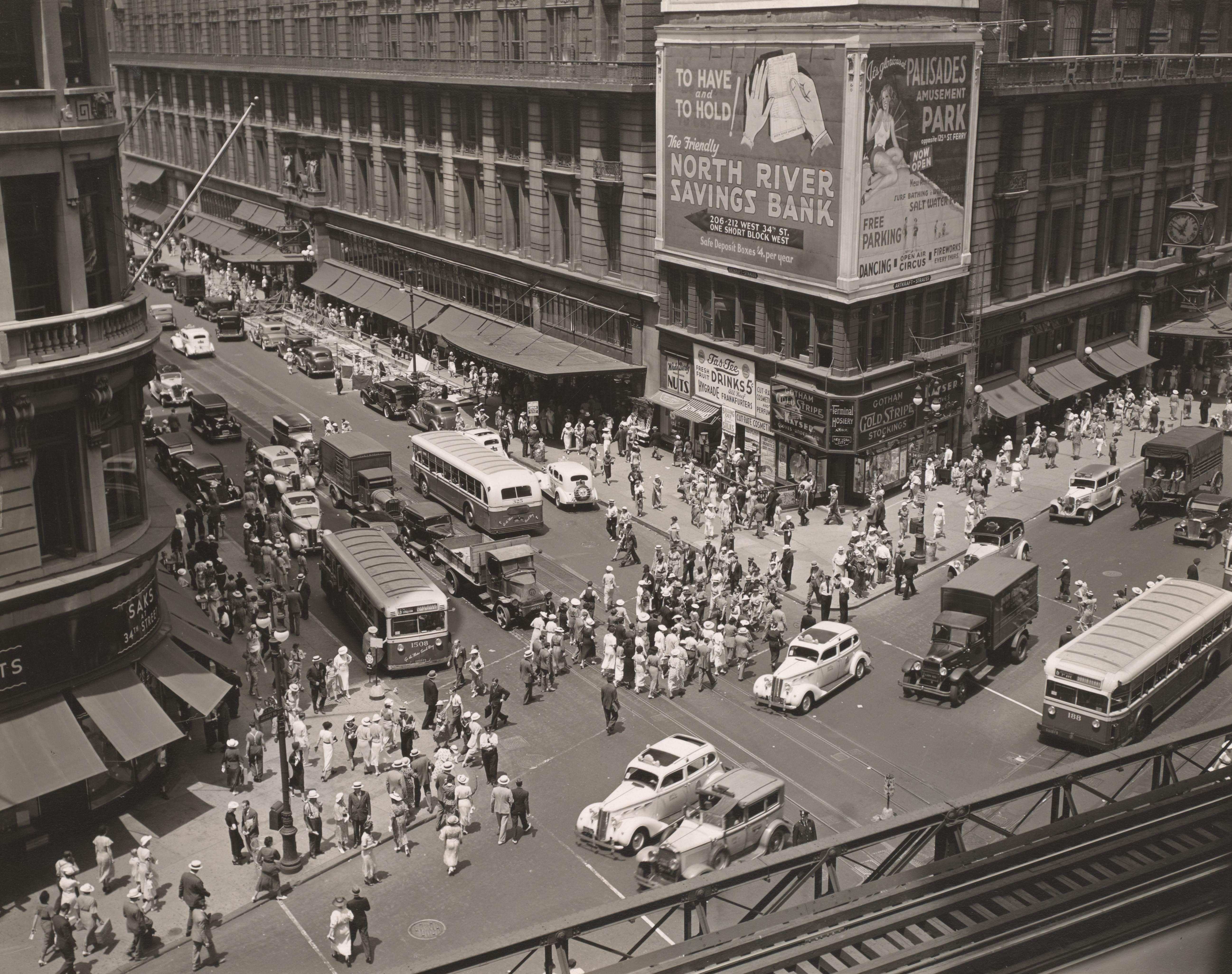
Vue de la rue depuis la station de 33rd Street.

Dans une opération qui fit vivement critiquée par la suite, les restes de la lignes furent vendus comme ferraille à des entreprises japonaises. En particulier, plusieurs enquêteurs soupçonnèrent la ferraille issue de l'ancienne ligne d'avoir servi à fabriquer des armes utilisées contre des soldats américains pendant la Seconde Guerre mondiale.